# Martina Maiz Bagazgoitia
Martina Maiz Bagazgoitia (Beasáin, 1820-San Sebastián, 1891) fue una empresaria y benefactora del siglo XIX en el País Vasco. A 1877 se hizo cargo de una de las industrias textiles más importantes de aquel momento. Realizó importantes obras benéficas y donaciones en Beasáin y Vergara.

## Biografía
Nació en Beasáin en 1820 en la casa Etxeberria de la calle Andre Mari. Era la más joven de cinco hermanas.
El 17 de abril de1839 se casó con José Julián Blanc, de origen aragonés pero afincado en Vergara, que había enviudado con anterioridad de su hermana Inaxi Anttoni. Blanc fue uno de los fundadores de la Fábrica de Hilados y Tejidos de Vergara (la que luego sería la Algodonera de San Antonio) y único propietario desde 1871. Tras la boda, se mudó con él a Vergara.
En 1877 enviudó.
Pasó sus últimos años en San Sebastián, en el chalet La Cumbre que había comprado a su sobrino José María Arbulu, socio de su marido. Esa sería misma casa que posteriormente serviría como residencia de verano de autoridades franquistas y del Gobernador Civil de Guipúzcoa. Falleció en ella en 1891 y fue enterrada en Vergara. No tuvo descendencia y donó sus bienes a la Iglesia.

### Empresaria
La puesta en marcha de la Fábrica de Hilados y Tejidos, en el barrio de San Antonio de Vergara, se llevó a cabo en 1841, siendo su marido uno de los socios iniciales. La fábrica daba empleo en 1860 a unas 300 personas y llegó a ser una de las más importantes de Guipúzcoa. Al morir su marido, ella tomó las riendas de la empresa textil. Aunque la vendió en 1881, seis años más tarde se hizo cargo de nuevo del negocio, que pasó a llamarse Viuda de J. J. Blanc.
Durante su gerencia llegó a un acuerdo con el Ayuntamiento de Vergara para la cesión de la energía sobrante que producía la fábrica  para el alumbrado de la Villa.
Creó una guardería dentro de la fábrica, una de las primeras que se establecieron en España en un centro de trabajo.

### Benefactora
Pasó casi toda su vida en Vergara en donde, aparte de su trabajo como empresaria, llevó a cabo una importante labor social. Una de sus donaciones más destacadas en esta villa fue la del órgano Stoltz-Frères a la parroquia de San Pedro, que costó 36500 francos y se estrenó el 18 de marzo de 1889.

Hay en Vergara una señora a quien Dios ha dado caudalosas riquezas y en proporción a estas, dos virtudes cristianas que la hacen digna de la consideración y respeto de cuantos la tratan. Llámase Doña Martina de Maiz y es viuda de Don José Julián Blanc.
Marcial Martínez Aguirre, 1854

En Beasáin, su localidad natal, realizó asimismo considerables donaciones. En 1882 aportó 70000 pesetas para la creación del Hospital de Beneficencia, para pobres y menesterosos. En su testamento ordenó, además, que se creara la Fundación Hospital después de su muerte. Especificó que el hospital y la capilla siempre deberían estar dedicados a San José, y que su responsabilidad nunca debería recaer en manos de instituciones públicas. Quiso que la administración tanto de la fundación como del hospital estuvieran a cargo de las Hermanitas de los pobres, que se instalaron allí en 1883. También en su testamento aparecía la donación de la campana grande de la iglesia de la Asunción de Nuestra Señora, instalada en 1892.

## Reconocimientos
Tiene dos calles a su nombre, una en Beasáin y otra en Vergara.